# Mirage (Philip-Zoubek-Album)
Mirage ist das erste Album des Philip Zoubek Trio Extended. Die im Dezember 2021 entstandenen Aufnahmen erschienen 2023 auf Boomslang Records.

## Hintergrund
Mit seinem Trio mit Kontrabassist David Helm und Schlagzeuger Dominik Mahnig hat der Pianist Philip Zoubek im klassischen Jazztrioformat die Alben Outside (2016), Nonplaces (2020) und Labyrinthus (2022) vorgelegt. Für das Album Mirage wurde das Trio zum Sextett Philip Zoubek Trio Extended erweitert, mit Elisabeth Coudoux am Cello, Leonhard Huhn (Holzblasinstrumente) und Shiau-Shiuan Hung (Vibraphon, Cello).

## Titelliste
- Philip Zoubek Trio Extended: Mirage (Boomslang Records)[1]

1. Halo 2:10
2. Robotnics 4:41
3. Druiden 5:24
4. Statics 0:54
5. M 3:50
6. A Hint 0:34
7. Rondo 3:27
8. Labyrinthus 5:27
9. Bardo 8:00
10. Meeting W 0:31
11. Hunters 3:19
12. Stiller 5:14
13. The Buzzing 2:06

Die Kompositionen stammen von Philip Zoubek.

## Rezeption
Mirage habe eine zurückhaltende Intensität, die umso stärker zum Ausdruck komme, wenn man sich zurückhält und der Fantasie freien Lauf lässt, schrieb Dave Sumner (Daily Bandcamp). Flirts mit kammermusikalischem Jazz seien von avantgardistischer Haltung geprägt, und man frönte gleichzeitig minimalistischen Neigungen. Die Musik sei hier grundsätzlich frei, aber auf kleinem Raum gehalten. Meistens hätten die nachklingenden Geräusche die größte Wirkung. Die unkonventionelle Kombination aus präpariertem Klavier, Synthesizern, Cello, Holzbläsern, Vibraphon, Bass und Schlagzeug sei die perfekte Mischung für diese Art von Sound und Ansatz.
In Philip Zoubeks Musik würden Klangblöcke und instrumentale Linien immer wieder neu aneinandergereiht und variiert, stellt Rolf Thomas in seiner Besprechung von Mirage für Jazz thing fest. Die zusätzlichen Klangfarben würden der Musik des Sextetts eine dunkle Spannung verleihen, die auch in scheinbar statischen Momenten voller innerer Kontraste und kleiner nervöser Explosionen sei. Dabei ergänzten sich Hungs perkussive Einlagen vorzüglich mit Mahnigs Schlagzeug. Coudoux’ Spielweise und Huhns Saxofon setzten immer wieder überraschende Akzente. Und Zoubek, weniger Chef im Ring als Zentrum der Musik, pendle zwischen Ruhe und Attacke.
Martin Hufner meint in seiner Besprechung für die „Hörbar“ von Neue Musikzeitung, man solle sich nicht von der Besetzung des Albums täuschen lassen; hier habe sich ein Sextett als Kammermusik „reduzierter Orchestralität“ zusammengefunden. Das Ergebnis sei ein Album, das einer „musikalischen Wunderkammermusik“ gleich sei – komprimiert auf der einen Seite, verfranst offen nach der anderen. Man könne sich etwa bei „Labyrinthus“ wie bei einer Minimal Music mit den Mitteln eines Louis Andriessen („Hoketus“ oder „De Staat“) einfinden oder beim nachfolgenden „Bardo“ in einer Ligeti-Atmosphäre „im Playmobile-Style“. Die musikalischen Modelle seien zwar immer durchschaubar, aber nie banalistisch. Das mache den ganz besonderen Reiz von Mirage aus. Die Musik des Albums gefalle in jedem Augenblick, nicht zuletzt auch weil sie permanent vor ihre eigenen Füße falle, über die sie dann so virtuos stolpere, dass man sich grundlos froh einkringele. „Große Freude!“